# みどり坂市民サービスセンター
みどり坂市民サービスセンター（みどりざかしみんサービスセンター）は、岐阜県各務原市にある各務原市が運営する公共施設。

## 概要
- 1985年（昭和60年）3月、鵜沼支所みどり坂出張所として開所。各務原市消防本部東部方面消防署みどり坂出張所を併設する[1]。
- 昭和40年代から50年代に鵜沼地区東部に開発された新興住宅地（松が丘、緑苑、つつじが丘、新鵜沼台、緑苑東など）の住民のために設置された。みどり坂は地名ではなく、岐阜県道207号各務原美濃加茂線（旧・中山道。2018年まで国道21号の一部）の「山崎町交差点」から新興住宅地の鵜沼台へとつづく坂の名称である[2]。

## 取り扱い業務
- 住所変更の手続き（転入、転出、転居など）
- 戸籍の届出（出生届、結婚届など）
- 住民票、戸籍などの謄本・抄本の発行
- 印鑑登録、印鑑登録証明書の発行
- 所得証明、資産証明などの税証明の発行
- 国民健康保険、国民年金の加入・脱退などの手続き
- 税金、保険料など公金の収納
- 市役所へ提出する届書の取り次ぎ

## 所在地
- 岐阜県各務原市鵜沼東町7丁目65

## アクセス

### 道路
- 岐阜県道207号各務原美濃加茂線「山崎町交差点」交差点を北上。車で約1分。

### 公共交通機関
- 名古屋鉄道犬山線、各務原線「新鵜沼駅」下車、徒歩約5分。
- JR東海高山本線「鵜沼駅」下車、徒歩約5分。

## 周辺施設
- 各務原市立鵜沼第三小学校
- うぬま第一幼稚園
- 金縄塚古墳
- ぎふ農業協同組合みどり坂支店